# Родопы
Родо́пы, Родо́пские го́ры (болг. Родопи от греч. Ροδόπη — «красные») — горы на Балканском полуострове, в Болгарии (83 %) и Греции (17 % массива). Площадь Родоп — 14 737 км², из которых 12 233 км² принадлежат Болгарии (в основном, на территории Кырджалийской и Смолянской областей). Длина массива — около 220 км, ширина — 100—120 км, средняя высота над уровнем моря — 785 м.

## Рельеф
Длина около 240 км, средняя высота 785 м, самый высокий пик — гора Голям-Перелик (2191 м). Состоят из ряда массивов, постепенно снижающихся к востоку. Для Западных Родоп характерны островные горы, возвышающиеся над древними поверхностями выравнивания; в Восточных Родопах преобладает расчленённое среднегорье и низкогорье.

## Геология
Сложены известняками, песчаниками, кристаллическими и вулканическими породами. Осадков на западе выпадает до 1000 мм, на востоке — 650 мм в год. Реки (принадлежат бассейнам Марицы и Месты), порожисты, обладают большими запасами гидроэнергии. На притоках Марицы — реках Арда и Выча — каскады ГЭС и водохранилища.

## Флора
В нижних частях южных склонов — кустарниковая растительность (типа маквис, шибляк), рощи вечнозелёного дуба, на северных склонах — дубовые, буковые и хвойные леса. С высоты 1800—2000 м — субальпийские луга и кустарники.

## Экономика
В Западных Родопах — лесные промыслы. Нижние части склонов Восточных Родоп (до высоты 700 м) заняты плантациями табака и виноградниками, пришедшими в некоторый упадок по сравнению с концом 1980-х годов. В Кырджалийской области осуществляются экспериментальные посадки олив при поддержке Евросоюза, для замещения табака, традиционно важнейшей культуры.
Месторождения руд железа (Хасково), хрома (Крумовград), полиметаллические (Мадан) и др. Многочисленные источники минеральных вод.
Бальнеологические и климатические курорты: Наречен, Велинград, Васил-Коларов и др. располагаются на территории Болгарии. Интенсивно развивается туризм, в том числе экотуризм и посещение памятников древности фракийской и римской эпох. В Златограде — этнографический комплекс.

## История
Горные массивы Родоп входили в состав Римской империи, Болгарских царств, Византии, Османской империи. Постоянно велись войны за обладание этим стратегическим регионом, с которого открывались подступы к Константинополю. Это отразилось на национальном составе обитателей этого региона, где помимо болгар и греков проживают турки (в ряде общин более половины населения), помаки и цыгане.
В начале 1972 года котловина Петликте в Родопских горах (одно из самых высокогорных мест обитания глухарей) была объявлена резерватом.

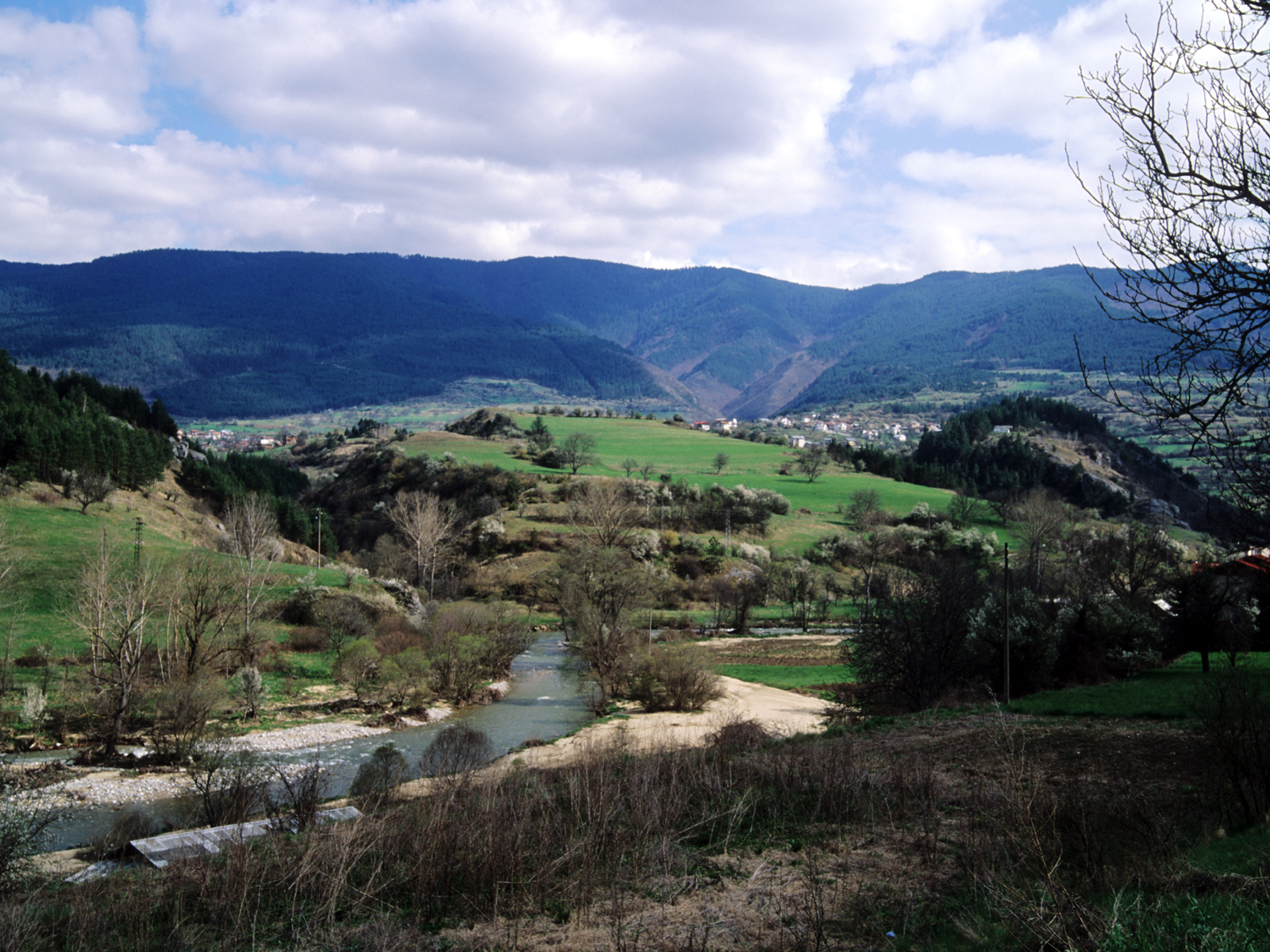
Вид на Родопы в районе деревни Хвойна.
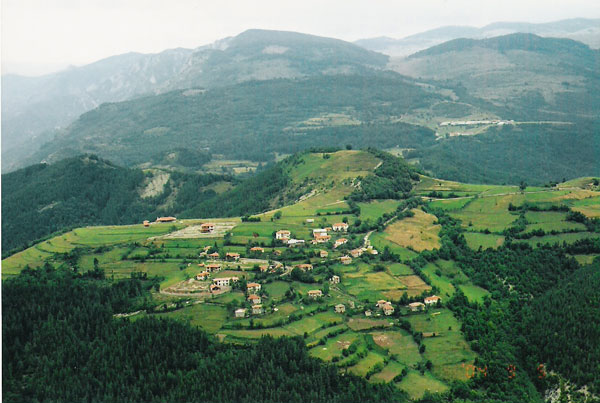
Вид на скалы Белинташ у деревни Врата.
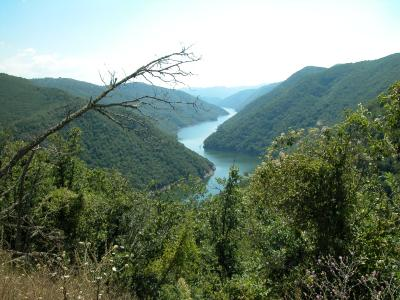
Горная долина реки Месты в Родопах.
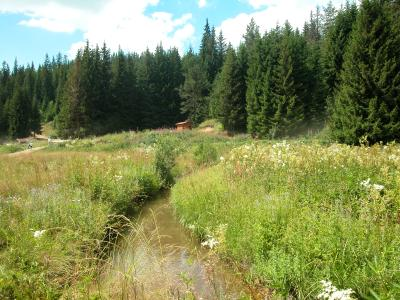
Вид с вершин Южных Родоп